# An-Nil al-Azraq
an-Nil al-Azraq (arabiska النيل الأزرق, Blå Nilen) är en av Sudans 15 delstater (wilayat). Den bildades genom presidentdekret nr 3 1992 och är uppkallad efter Blå Nilen. Den har en yta på 45 844 km² och hade en befolkning på strax över 800 000 invånare vid folkräkningen 2008. Den administrativa huvudorten är ad-Damāzīn. Andra städer i delstaten är ar-Ruşayriş och al-Kurumuk.